# Epitoxis
Epitoxis is een geslacht van vlinders van de familie spinneruilen (Erebidae), uit de onderfamilie Arctiinae.

## Soorten
- E. albicincta Hampson, 1903
- E. amazoula (Boisduval, 1847)
- E. ansorgei Rothschild, 1910
- E. borguensis Hampson, 1901
- E. ceryxoides Berio, 1940
- E. duplicata Gaede, 1926
- E. erythroderma Aurivillius, 1925
- E. myopsychoides Strand, 1912
- E. nigra Hampson, 1903
- E. procridia Hampson, 1898
- E. stempfferi Kiriakoff, 1953